# George Sansom
Sir George Bailey Sansom KCMG (Londres, 28 de novembro de 1883 - Tucson, 8 de março de 1965) foi um diplomata, académico, historiador e japonólogo britânico.

## Trabalhos selecionados
- Japão: uma curta história cultural,1931
- Uma História do Japão até 1334,1958
- A History of Japan: 1334-1615,1961
- A History of Japan, 1615-1867,1963